# Manhunt international 1994
Manhunt international 1994 fut la deuxième édition du concours mondial de beauté masculine Manhunt international. Le concours eu lieu sur la Gold Coast d’Australie. Parmi les 24 candidats de cette année (25 l’année précédente), ce fut Nikos Papadakis de la Grèce qui succéda à l’Allemand Thomas Sasse.

## Résultats

### Classement
| Place                      | Candidat                          |
| -------------------------- | --------------------------------- |
| Manhunt international 1994 | Grèce – Nikos Papadakis           |
| 1er dauphin                | Australie – Trent Garfthon        |
| 2e dauphin                 | États-Unis – Richard Planks       |
| 3e dauphin                 | Singapour – Benedict Goh Wei Cheh |
| 4e dauphin                 | Inde – Rajat Bendi                |

### Récompense spéciale
| Titre                            | Candidat                          |
| -------------------------------- | --------------------------------- |
| M. Personnalité (Mr Personality) | Singapour – Benedict Goh Wei Cheh |